# Batocera numitor
Batocera numitor là một loài bọ cánh cứng trong họ Cerambycidae.